# Sainte-Maure de Touraine
El Sainte-maure-de-touraine és un formatge francès del departament de l'Indre i Loira i altres municipis veïns. Es beneficia d'una AOC des de 1990. Es tracta de la 2a AOC de formatge de cabra en volum.
Es tracta d'un formatge a base de llet de cabra i pasta fresca, d'un pes mitjà de 250 grams. Es caracteritza per la forma cilíndrica, d'una llargada de 16-17 cm i porta un bri de palla de sègol amb el número d'identificació del fabricant que travessa el cilindre d'un costat a l'altre. Té un costat més prim que l'altre.
Cal no confondre el terme sainte-maure-de-touraine amb el genèric sainte-maure que es refereix a tots els formatges cilíndrics de llet de cabra.

## La ciutat
El sainte-maure-de-touraine pren el nom del municipi de Sainte-Maure-de-Touraine al departament de l'Indre i Loira (37). La ciutat s'anomenava fins al 1570 Arciacum.

## Mitologia i llegendes
Basat en el nom del francès antic maure que significa negre, sainte-maure, la santa negra era la divinitat de les collites i de les recollides dels pictes i els celts, responsable dels cicles de transformació de la vida. Aquesta divinitat podia presidir la fermentació bacteriana pels antics creients i també la descomposició dels vegetals en l'humus de la terra. També afavoreix la riquesa dels homes, sobretot la maduració específica dels formatges i en conseqüència assegura la conservació i pas del mató a formatge.
Una llegenda diu que les dones àrabs, abandonades després de la derrota a la batalla de Tours, van aprendre dels habitants de la regió a fabricar aquest formatge. D'aquí el nom de sainte-maure de Touraine. Les restes arqueològiques, però, diuen que les primeres granges de cabres es presenten a la Touraine ben abans del segle viii.
Una altra llegenda dels pagesos diu que cal començar a tallar el formatge pel costat més gros, sinó la cabra d'on ha sortit la llet per fer el formatge no en donarà més.

## Elaboració
Es produeix a les granges i a les formatgeries. Cal fer un quall lent, després un emmotllament en uns recipients especials. A continuació es sala i s'encendra. La palla de sègol s'introdueix quan es desemmotlla i s'evita que el formatge es trenqui. Avui dia en molts casos es pirograva al làser. A continuació es deixa reposar durant una desena de dies mínim.

## Degustació
El període de degustació òptim s'estableix des de l'abril a l'agost, després d'un afinament de 4 a 5 setmanes, però també és excel·lent de mars al novembre.

## Producció
- 275 tones el 1990, 695 tones el 1996, 889 tones el 1998 (+223% més des de 1990), 1065 tones el 2003, totes amb la llet crua
- 58% per les formatgeries i 42% a les granges.